# کارل یانیش
کارل یانیش (به روسی: Карл Андреевич Яниш)، (به انگلیسی: Carl Jaenisch) (۱۱ آوریل ۱۸۱۳،ویبورگ - ۷ مارس ۱۸۷۲، سن پترزبورگ) بازیکن شطرنج و نظریه‌پرداز شطرنج روسیه بود. او در زمان خود از بهترین بازیکنان شطرنج محسوب می‌شد. یانیش یکی از طراحان معماهای شطرنج بود.
کارل یانیش و هوارد استانتون به اتفاق دفاع سیسیلی را قویترین پاسخ به e4 می‌دانستند و این نقطه نظر در نوشته‌های متعدد آن‌ها منعکس است.

## گامبی یانیش
گامبی یانیش یک شاخه از گشایش بازی اسپانیایی است که در حرکت سوم بازیکن سیاه f5 را دنبال می‌کند. کد آن در دانشنامه گشایش‌های شطرنج (ECO) C63 است.

1. e4 e5 2. Cf3 Cc6 3. Fb5 f5!?

## بازیهای قابل توجه
بازی زیر یکی از نمونه‌های قابل توجه در شطرنج است که در آن یانیش با مهره سیاه نمایشی زیبا از مات را به اجرا می‌گذارد.
```
1 e4 e5 2 ♘f3 ♘c6 3 ♗c4 ♗c5 4 c3 ♘f6 5 d4 exd4 6 e5 d5 7 exf6 dxc4 8 ♕e2+ ♗e6 9 fxg7 ♖g8 10 cxd4 ♘xd4 11 ♘xd4 ♗xd4 12 ♕h5 ♕f6 13 O-O ♖xg7 14 ♕b5+ c6 15 ♕xb7 ♖xg2+ 16 ♔xg2 ♕g6+ 17 ♔h1 ♗d5+ 18 f3 ♗xf3+ 19 ♖xf3 ♕g1 mate.
```

## آثار
- Jaenisch's Chess Preceptor: A New Analysis Of The Openings Of Games... , by Carl Friedrich Jaenisch (Author), George Walker (Author)
- A Complete Translation (in Two Volumes) Of The Celebrated Analysis Of The Openings Of The Game Of Chess Published At St. Petersburg In 1843, by Carl Friedrich Jaenisch (Author)
- (به انگلیسی: A new analysis of the openings of games, by Carl Friedrich Jaenisch (Author))، (به فارسی: تحلیل جدید گشایش در بازی‌ها)